# Där fyren blinkar
Där fyren blinkar är en svensk film från 1924 i regi av Ivar Kåge. Filmen premiärvisades 17 november 1924. Filmen spelades in i Filmstaden Råsunda med några scener från Arholma och Söderarms skärgård av Sven Bardach. Den legendariske smugglaren Uno Österman deltog engagerat vid inspelningen på Arholma. Manusförfattaren Ester Julin lär ha haft Österman som förebild för rollfiguren Fritiof på Utskär. I Sverige hade motboken införts efter förbudsomröstningen 1922, detta ledde till att smugglarmotivet utnyttjades för flera filmer från 1920-talet.

## Rollista (i urval)
- Gösta Hillberg – Lang, fyrmästare
- Ester Julin – Langs hustru
- Svea Frisch-Kåge – Marja
- Edvin Adolphson – Fritiof på Utskär, smugglarkung
- Ivar Kåge – Rickhard Henning
- Manne Göthson – Lundgren, handelsman
- Magda Holm – Blenda, Lundgrens systerdotter
- Nicke Liedfeld – Kruuse, tullöveruppsyningsman
- Josua Bengtson – Napoleon Roos
- Tore Lindwall – Bertil, Napoleon Roos son
- Albert Eriksson – Nisse på Grånäs
- Olle Åhlund – Kicke Lilja
- Sven Hasselström – kapten Davidsson
- Torsten Winge – festtalare
- Tom Walter – tattarpojke